# Церковь Святой Жертвы (университет Дилиман)

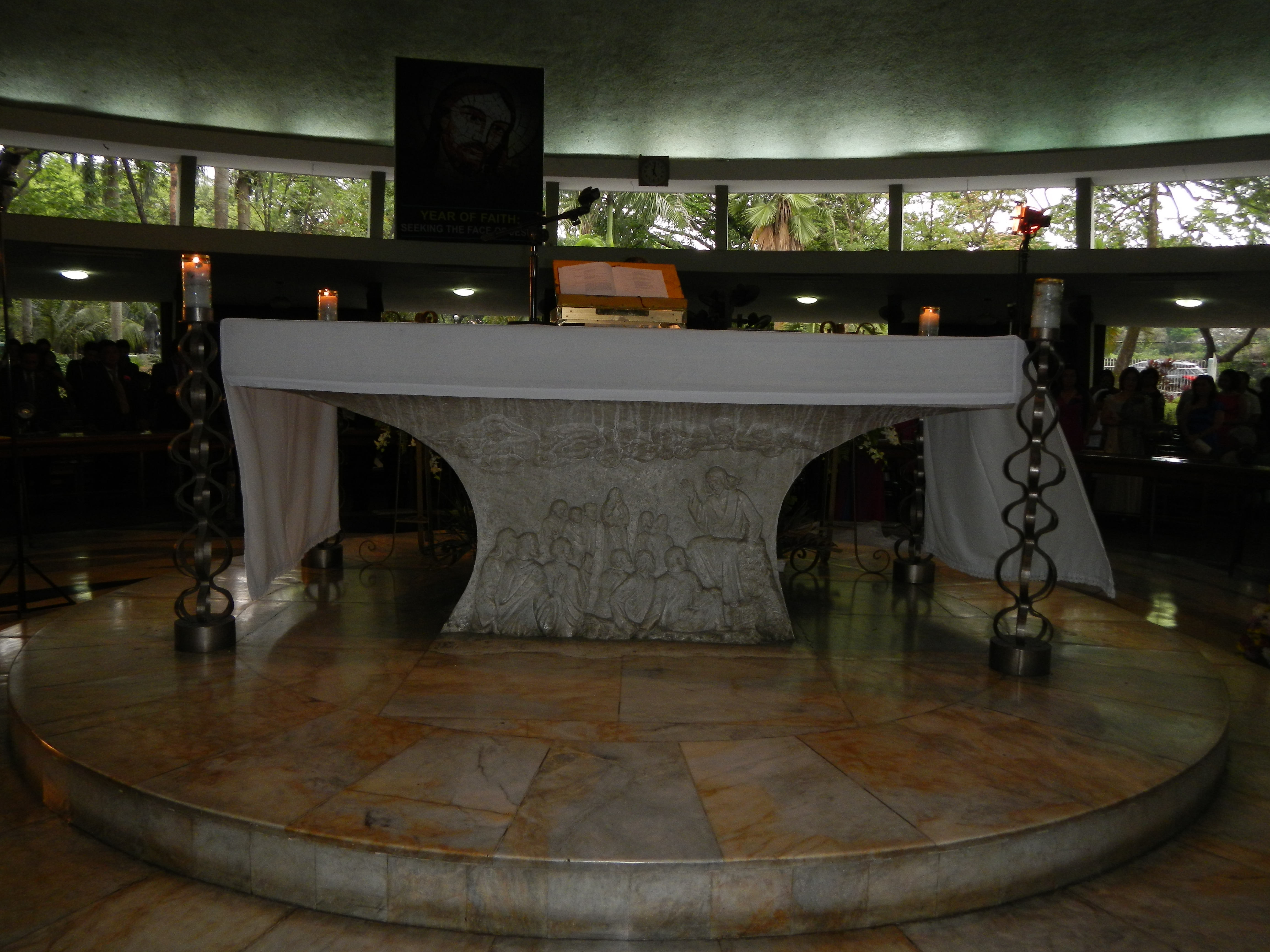
Алтарь в центре храма

Церковь Святой Жертвы (исп. Iglesia del Santo Sacrificio) — католическая церковь, находящаяся на территории университета Дилиман в городе Кесон-Сити, Филиппины. Входит в состав епархии Кубао и является памятником культурного наследия Филиппин (№ PH 00-0218).

## История
Храм был построен в 1947 году по инициативе священника-иезуита Джона Делани по проекту архитектора Леандро Локсина (Leandro Locsin).
Храм предназначался для духовных потребностей студентов, обучавшихся в университете Дилиман. Строительством занимался инженер Альберто Хуйнио. Церковь располагается на перекрёстке маршрутов между зданием университета, университетских центра здоровья и торговых предприятий.
До современного храма университетской часовней служила одноимённая небольшая церковь, настоятелем которой был иезуит Джон Делани. По его инициативе среди студентов начался сбор пожертвований для строительства нового храма. Строительство нового храма завершилось в декабре 1955 года. Внутренний интерьер был украшен иконами, которые написали филиппинские художники Висенте Манансала, Артуро Лус и Наполеон Абуэва.
21 декабря 1955 года состоялось торжественное освящение храма, которое совершил архиепископ Манилы и 24 декабря этого же года иезуит Джон Делании отслужил в храме свою последнюю мессу перед своей трагической смертью от сердечного приступа.
30 мая 1977 года настоятелем был назначен Мани Габриэль, который стал первым епархиальным настоятелем прихода Святой Жертвы. До настоящего времени настоятелями этого храма были восемь священников, из которых двое были рукоположены в епископы (епископ Пасига Мило Вергара и архиепископ Липы Рамон Аркельес).
Церковь имеет уникальный дизайн. Является первым в стране круглым храмом. В центре внутреннего пространства находится главный алтарь. Купол храма поддерживают 33 колонны, расположенные вдоль круглых стен. Вершину каждой колонны скрепляет обод, на котором укреплён купол. В середине купола находится просвет, который даёт естественное освещение. На вершине купола находится треугольная колокольня, на вершине которой укреплён крест.
Внутренний интерьер украшают 15 фресок, изображающих события из жизни Иисуса Христа. Крест с изображением страдающего Христа и мраморный алтарь являются работами художника Наполеона Абуэвы. По работы Артура Луса расписан фреской, называемой «рекой жизни».
12 января 2005 года храм внесён в реестр памятников национального культурного наследия Национальной исторической комиссией (ранее — Национальный исторический институт).
На территории прихода находятся различные памятники выдающимся людям Филиппин:
- Памятник трём священникам, казнённым в 1872 году.
- Бюст основателя храма иезуита Джона Делании.